# Объединённая народная партия Бутана
Объединённая народная партия Бутана или Драконовая объединённая народная партия (англ. Bhutan People's Unity Party или англ. Druk People's Unity Party) — бутанская политическая партия. Существовала с 2006 по 2007 год, основателем партии был Ешей Зимба.

## История
Объединённая народная партия Бутана была основана в 2006 году бывшим премьер-министром Ешей Зимба.
25 июля 2007 года в результате её слияния с «Всенародной партией» была образована «Партия мира и процветания», главой которой стал лидер Всенародной партии Джигме Йосер Тинлей. Но часть активистов Объединённой народной партии Бутана во главе с Сангай Дорджи не поддержали объединение и как отколовшаяся фракция с сентября по ноябрь 2007 года пытались воссоздать партию с прежним названием. Но в ноябре 2007 года, избирательная комиссия отклонила её регистрацию, также не допустила участия кандидатов от этой партии в выборах. Так как в Бутане существует образовательный ценз для участия в выборах, партии было отказано в участии в выборах, а позже и отменена её регистрация на основании того, что более 75 % членов партии не имело достаточного образования.
После этого активисты Объединённой народной партии снова вошли в состав «Партии мира и процветания», которая получила 44 из 47 мест в новом парламенте.